# Élections législatives de 2020 en Californie
Les élections législatives de 2020 en Californie ont lieu le 3 novembre 2020 afin d'élire les 80 membres de l'Assemblée de l'État américain de Californie.

## Système électoral
L'Assemblée de l'État de Californie est la chambre basse de son parlement bicaméral. Elle est composée de 80 sièges pourvus pour deux ans au scrutin uninominal majoritaire à un tour dans autant de circonscriptions.

## Résultats
|                          |                          |            |       |      |        |               |  |  |  |
| Partis                   | Partis                   | Voix       | %     | +/-  | Sièges | +/-           |  |  |  |
|                          | Parti démocrate (D)      | 10 090 713 | 62,77 | 3,99 | 60     | 1             |  |  |  |
|                          | Parti républicain (R)    | 5 708 733  | 35,51 | 4,04 | 19     | 1             |  |  |  |
|                          | Parti libertarien (L)    | 76 377     | 0,48  | 0,75 | 0      | en stagnation |  |  |  |
|                          | Vert (G)                 | 41 100     | 0,26  | Nv   | 0      | en stagnation |  |  |  |
|                          | Indépendants             | 157 091    | 0,98  | 0,44 | 1      | en stagnation |  |  |  |
|                          |                          |            |       |      |        |               |  |  |  |
| Votes valides            | Votes valides            | 16 074 014 | 90,38 |      |        |               |  |  |  |
| Votes blancs et nuls     | Votes blancs et nuls     | 1 711 137  | 9,62  |      |        |               |  |  |  |
| Total                    | Total                    | 17 785 151 | 100   | -    | 80     | en stagnation |  |  |  |
| Abstentions              | Abstentions              | 4 262 297  | 19,33 |      |        |               |  |  |  |
| Inscrits / participation | Inscrits / participation | 22 047 448 | 80,67 |      |        |               |  |  |  |